# Sabiovité
Sabiovité (Sabiaceae) je čeleď vyšších dvouděložných rostlin, řazená v současné taxonomii do řádu proteotvaré. Jsou to nenápadné dřeviny se střídavými jednoduchými nebo složenými listy a drobnými květy. Čeleď zahrnuje asi 90 druhů ve 3 rodech a je rozšířena v Asii a tropické Americe.

## Popis
Zástupci čeledi sabiovité jsou opadavé nebo stálezelené liány, keře i stromy se střídavými listy bez palistů. Listy jsou jednoduché nebo zpeřené (nezřídka jsou rostliny heterofylní se složenými listy na sterilních prýtech a jednoduchými na kvetoucích větévkách). Květy jsou obvykle oboupohlavné, drobné, pravidelné nebo souměrné, nejčastěji pětičetné, v úžlabních nebo vrcholových květenstvích nebo vzácněji jednotlivé úžlabní. Kalich i koruna jsou většinou pětičetné, řidčeji v jiném počtu (3 až 7). Kališní lístky jsou volné nebo na bázi srostlé. Tyčinek je 4 nebo 5, jsou volné nebo na bázi přirostlé ke koruně. U některých zástupců je část tyčinek přeměněna ve sterilní patyčinky.Semeník je svrchní synkarpní, srostlý ze 2 nebo 3 plodolistů a se stejným počtem komůrek obsahujících po 1 nebo 2 vajíčkách. Plodem je peckovice nebo poltivý plod (schizokarp) ze 2 peckoviček.

## Rozšíření
Čeleď zahrnuje asi 90 druhů ve 3 rodech. Je rozšířena v Asii od Indie po jižní Japonsko a Šalomounovy ostrovy a v tropické Americe od Mexika po Peru a Brazílii. Zcela chybí v Africe a Austrálii. Největší rod je Meliosma, rozšířený v jihovýchodní Asii a tropické Americe. Rod sabie (Sabia) se vyskytuje pouze v jižní a jihovýchodní Asii, rod Ophiocaryon v Jižní Americe.

## Taxonomie
V dřívějších systémech byla čeleď řazena na různá místa systému. Různí autoři ji na základě morfologie kladli do blízkosti čeledi Menispermaceae (nověji např. Cronquist). Dahlgren ji zařadil do řádu Sapindales nadřádu Rutanae. V systému APG byly sloučeny příbuzné čeledi Sabiaceae (zahrnující rod Sabia) a Meliosmaceae (Meliosma a Ophiocaryon) a čeleď Sabiaceae byla ponechána nezařazená do řádu. Ve verzi APG IV z roku 2016 je čeleď Sabiaceae nově vřazena do řádu Proteales.

## Prehistorie
Fosilní zástupci rodů Meliosma a Sabia jsou známi z Evropy a Asie z období oligocénu a eocénu.

## Zástupci
- sabie (Sabia)[7]

## Přehled rodů
Meliosma, Ophiocaryon, Sabia